# 465 (tal)
465 är det naturliga talet som följer 464 och som följs av 466.

## Inom vetenskapen
- 465 Alekto, en asteroid.

## Inom matematiken
- 465 är ett udda tal.
- 465 är ett sammansatt tal.
- 465 är ett triangeltal.[1]
- 465 är ett sfeniskt tal.
- 465 är ett harshadtal.
- 465 är ett Leonardotal.